# Витиница (Зворник)
Витиница је насељено мјесто у општини Зворник, Република Српска, БиХ. Према попису становништва из 1991. у насељу је живјело 3.104 становника. Мањи дио пријератног насељеног мјеста Витиница данас припада Републици Српској, а већ Федерацији БиХ, тј. општини Сапна.

## Становништво
| Демографија | Демографија | Демографија |
| Година      | Становника  | Становника  |
| ----------- | ----------- | ----------- |
| 1948.       | 1.375       |             |
| 1953.       | 1.575       |             |
| 1961.       | 1.837       |             |
| 1971.       | 2.179       |             |
| 1981.       | 2.797       |             |
| 1991.       | 3.104       |             |